# Raphidiocystis brachypoda
Raphidiocystis brachypoda là một loài thực vật có hoa trong họ Cucurbitaceae. Loài này được Baker mô tả khoa học đầu tiên năm 1882.